# Banco (Mali)
Banco is een gemeente (commune) in de regio Koulikoro in Mali. De gemeente telt 33.000 inwoners (2009).
De gemeente bestaat uit de volgende plaatsen:
- Banco
- Bantona
- Baou-Bamana
- Baou-Foulala
- Boun
- Diangarela
- Diogo
- Dohoun
- Falani
- Fasséribougou
- Foukouyé
- Founèna
- Kafla
- Kanzo-Bamana
- Klè
- Kobala
- Komobougou
- Konfon
- Koula
- Kounambougou
- Koyala
- Massafimbougou
- Météla
- N’Tjibougou
- N’Tjissoumbougou
- Nonkolon
- Saah
- Sanankoro-Dièdala
- Sirakoroni
- Toubala